# Amblyprora subalba
Amblyprora subalba is een vlinder uit de familie spinneruilen (Erebidae). De wetenschappelijke naam is voor het eerst geldig gepubliceerd in 1937 door Seydel.
De soort komt voor in tropisch Afrika.